# Sportzirkel Samland 1904 Königsberg
Sportzirkel Samland 1904 Königsberg was een Duitse voetbalclub uit de Oost-Pruisische hoofdstad Koningsbergen (Königsberg), dat tegenwoordig het Russische Kaliningrad is.

## Geschiedenis
In 1904 werd door enkele gymnasten in Königsberg de club Sport Königsberg opgericht. Deze club was echter geen lang leven beschoren en enkele leden sloten zich bij FC Königsberg aan en enkele andere leden richtten de nieuwe club Sportzirkel Samland 1904 Königsberg op. Deze club was datzelfde jaar nog medeoprichter van de Königsbergse voetbalbond. FC Königsberg werd dat jaar autoritair kampioen, Samland, moest genoegen nemen met een gedeelde tweede plaats. De volgende jaren werd de club telkens tweede of derde (op vier deelnemers).
In 1908 werd de Baltische voetbalbond opgericht en werd de Königsbergse bond opgeheven. De Baltische bond mocht datzelfde jaar nog een deelnemer afvaardigen voor de nationale eindronde. In Oost-Pruisen speelden de clubs met rechtstreekse uitschakeling tegen elkaar. Samland hakte SC Prussia 1904 in de pan met 10-1 en plaatste zich voor de finale, die ze met 6-4 verloren van VfB Königsberg, het vroegere FC.
In juli 1908 fuseerde de club met SC Prussia en werd zo SV Prussia-Samland Königsberg.